# Muzeologija
Muzeologija je nauka o muzejima. Poreklo imena: gr. Museion, lat. Museum – sveto drvo posvećeno muzama pod kojim se ostavljaju skulpturice (vid prinošenja žrtve). Muzeologija je nastala početkom XX veka. 

## Žorž Anri Rivijer
Otac muzeologije je Žorž Anri Rivijer (1897-1985) i rođen je u Parizu 1928. godine. Uz istoriju umetnosti završio je antropologiju i te godine dobija poziv da sredi Etnografski muzej. Sredio je muzej, podelivši ga na muzej čoveka (etnografski) i muzej narodnih veština i običaja (etnološki) i bio je direktor muzeja narodnih veština i običaja. Godine 1947. osnovao je Međunarodni muzejski savet (Madrid, Marsej) i dve muzeološke škole. Osnivač je muzeografije. Razvoj informacionih nauka, doprineo je razvoju muzeja. 
Rivijerova definicija muzeologije:
1. muzeologija proučava istoriju i ideju muzeja u društvu.
2. proučava konzervaciju
3. proučava prezentaciju
4. proučava animaciju
5. difuziju
6. organizaciju i funkcionisanje muzeja
7. arhitekturu

## Osnovna funkcija
Muzej je bilo koja organizovana aktivnost koja je pravilno regulisana koja se bavi kulturnim nasleđem i ima zadatak da prikuplja, čuva, istražuje i prezentuje javnosti prvenstveno trodimenzionalne i dvodimenzionalne, ali i ostale informacije. Artefakti su važni kao informacija. Muzeji imaju artefakte koji nisu dostupni posetiocima. Muzej mora da poznaje profil korisnika da bi znao kakvu poruku da im pošalje i da ima didaktički uticaj. Još od XIX veka postoji definicija: Zadatak muzeja je da poveća zbirke, da ih održi i izlaže. U okviru muzeologije postoji nekoliko disciplina: muzeografija (koncept izložbe), scenografija (način postavke), istorija muzeja i arhitektura muzeja.
Četiri osnovne funkcije muzeja su:
1. Čuvanje – prikupljanje i zaštita baštine, obezbediti artefakte od uništenja, oštećenja i krađe
2. Naučna funkcija – omogućava i vrši naučna istraživanja (istorija, istorija umetnosti, arheologija, biologija, hemija, dokumentaristika)
3. Izlagačka– eksponate izlagati javnosti, omogućiti uvid u zbirke
4. Animatorska – publika zahteva interdisciplinarne animacije; učestvuju aktivno u javnom životu (manje/češće izložbe); animirati publiku (decu i strance pre svega); održavati tematske koncerte; organizovati predavanja (u Sloveniji se održavaju predavanja o jednoj slici – slikar, slika, psiholozi, istoričari umetnosti); umetničke radionice; rad na propagandi i dobijanju većeg budžeta.

Muzej ne može da raspolaže zbirkama u cilju trgovine - na tržištu učestvuje kao kupac, nikako kao prodavac. Jedino može drugom muzeju da ustupi neki predmet. Bitno je da se artefakti što duže sačuvaju, nevezano od mesta skladištenja. Potrebno je da održava povoljnu sredinu, da se oštećenja i promene artefakta što više spreče, prolongiraju. Zato zaštita muzejskih predmeta spada u zaštitu kulturne sredine, spomenika kulture. Vrši se restauracija i konzervacija. 

## Nabavka
Za muzeje ne postoji zakon o obaveznom primerku kao u bibliotekama, oni ne mogu biti pasivna skladišta i da čekaju da im se nešto pokloni. Do predmeta ne dolaze administrativnim putem, već mora biti aktivan. 
Parametri:
1. zaštita – najviše važna za arheološka nalazišta
2. popunjavanje zbirke – ne nagomilavanje, već plansko prikupljanje s’ obzirom na svrhu muzeja i koncepciju zbirke. Najlakše je međunarodnim i nacionalnim muzejima, iako to iziskuje mnogo sredstava
3. reprezentativnost – vodi se računa o broju & kvalitetu - svaka zbirka treba da ima određeni broj

Nabavka se vrši kupovinom, poklonom, razmenom i prikupljanjem na terenu. 
- Kupovina - Na tržištu je trgovina umetničkim delima treća u svetu. Problem je što muzej ulazi na takvo tržište. Treba pravilno proceniti. Na umetničkom tržištu vladaju zakoni ponude i potražnje. Ekonomski i istorijski značaj podiže vrednost, zato postoji određeni rizik, „tržišna utakmica“.

Osnovne otežavajuće okolnosti: 
1. muzej plaća više od normalne tržišne cene
2. time se podstiče rast cena na tržištu, smanjuje se kupovna moć
3. podstiče se ilegalna trgovina

- Poklon – Glavni način nabavljanja artefakta. Može biti:

1. poklon – neopoziv i bezuslovan- pravno mora da se reguliše
2. legat – poklon testamentom, stupa na snagu po smrti, ali može i za života. Prava se mogu zaštititi. Neopoziv je tek kad se testament registruje
3. poklon uz plaćanje prava na nasleđe – najbolji način i najčešće za nabavku (kupovinu) cele zbirke, da se ne bi razbijala
4. mecenat – privatne firme, veliki bogataši, reklama (Bil Gejts): drastično smanjenje poreza

- Razmena – najčešće na tematskom nivou. Nije mnogo česta; isključivo između muzeja. Pozajmica – uz depozit, na kraći/duži rok, najčešće muzej od muzeja
- Prikupljanje na terenu – kada su velika nalazišta ide se na to da se na licu mesta otvori muzej. Ako nema materijala za veće iskopavanje, onda se prikupljaju predmeti. Onaj ko nađe je dužan da prijavi. Muzej ima tu čuvarnu funkciju.

## Izložba
Izložba je javno predstavljanje umetničkih dela, dokumenata i predmeta. To je najuočljiviji deo muzeja i osnovno sredstvo komunikacije muzeja sa publikom. Ona ima šest obeležja:
- sredstvo – predmeti su nosioci smisla, cilj im je da funkcionišu kao predmeti ili elementi govora koji predstavljaju društvenu praksu.
- raspored eksponata – artefakti stoje u korelaciji jedni sa drugim, ne stoje samo jedan pored drugog
- prostor – svaka izložba je trodimenzionalna i u njenom središtu je čovek kao posmatrač
- svrha – osnovna svrha je predstavljanje
- dostupnost – omogućiti publici da dopre do smisla izložbe, 'pružiti ključeve za čitanje'
- socijalizacija – što više posetilaca u svim socijalnim dimenzijama

Izložba treba da bude semantizovana (nosilac određenog značenja), a posetilac da dopre do smisla. Posetilac treba da prepozna pre svega da je reč o izložbi i da shvati odnos između eksponata, kao i da dobije što više informacija. Povezuju se vizuelni, tekstualni i zvučni elementi. 

### Eksponati kao osnovni element izložbe
Eksponat je sve što je izloženo, bez obzira na njegovu suštinu, da li je original ili reprodukcija, dvodimenzionalan ili trodimenzionalan, bez obzira da li je umetnički ili praktični artefakt ni da li je u vizuelnom ili audio obliku.
Smisao izložbe počiva na predmetima koji su fizički prisutni. Biblioteke govore knjigom, arhivi dokumentom, a muzejski govor ostvaruje se rasporedom eksponata. Eksponati ne treba da budu obična ilustracija. 
Muzeji su suočeni sa dva izbora:
- izbor pri nabavci
- izbor pri izlaganju – počiva na više kriterijuma:

1. izbor s obzirom na diskurs izložbe (najveći posao imaju istoričari umetnosti i scenografi)
2. dokumentarna vrednost/jedinstvenost
3. istorijski značaj
4. estetska vrednost
5. uslovi čuvanja (rizik od oštećivanja ako je dugo izloženo)
6. raspoloživost artefakata (kriterijum za privremene izložbe).

Muzeje moramo da pretvorimo u biblioteke umetnosti. Sa aspekta izlaganja, depo mora da dobije veću ulogu. Eksponat je dokument. Rivijer je insistirao na naučnim galerijama, koje će biti sa stalnom postavkom, ali neće biti otvorene stalno, nego povremeno. U Francuskoj je počela poseta depoima – Dani otvorenog depoa (posvećeno je stručnjacima, ne turistima).

### Pisano okruženje izložbe
Publikacije koje muzej stavlja posetiocima na raspolaganje.
- Katalog (naučni) zbirki muzeja posvećen je stručnjacima. Pripada kategoriji naučnih publikacija i deo je naučne funkcije muzeja. Katalozi privremenih izložbi imaju različite oblike. Ponekad je to jednostavna brošura, a ponekad opisna beleška svakog predmeta.
- Popularna dela nisu publikacije koje se koriste u muzeju, nisu katalozi, već su radovi izvan zbirki, na teme koje su bliske građi muzeja ili se uopšte ne odnose na muzejsku građu. Njih rade ili sami muzeji ili spoljni izdavači.
- Vodič muzeja – sažeti katalog, dobar opšti uvod u posetu i svedočanstvo koje se nosi sa sobom kao podsećanje. Predstavlja opšti uvid u to šta posetioci mogu da očekuju od muzeja. Tu stoji istorijat muzeja, nazivi sala. Kroz vodič se muzej reklamira, predstavlja se diskurs izložbe.
- Prospekti i brošure – dele se na ulazu - raspored prostorija u muzeju, ukazuju na postavku (propagandni materijal), opštu organizaciju muzeja. Koriste se tokom posete muzeju. Postoje didaktičke brošure koje su obimnije i namenjene su adolescentskoj publici i deci.
- Kompakt-disk – odnose se na tematiku muzeja ili izložbe. Najčešće su digitalizovani oblici trodimenzionalnih publikacija. U poslednje vreme ima i multimedijalnih prezentacija na diskovima.

### Zbirke
Zbirka muzejskih predmeta je jedna celina, manjeg ili većeg obima, uglavnom srodni po materijalu, obradi ili nameni. Kroz istoriju, zbirke su se menjale i istovremeno se menjala svest sakupljača - proširivala su se njihova znanja o predmetima koje poseduju. Kolekcije su postajale veće, skupocenije i vrednije. Zbirke su se sve više formirale prema smišljenom programu nabavljanja i njegovom sistematičnom realizovanju. U XVII veku počinje formiranje zbriki. Muzejske zbirke se skupljaju zbog radoznalosti, strasti prema prošlosti, verskih pobuda (kultni predmeti), sujete (želje za posedovanjem), tržišta (preprodaja) itd. Zbirke su pominjali i naučnici. Francis Bejkon govori o prikupljanju predmeta. U svetu postoje nekoliko zooloških vrtova koji rade kao muzeji. Naučni kabineti su bili svaštarski, dok su imućni ljudi, mecene imali probrane zbirke.

## Tematsko razvrstavanje muzeja
Zavisi od umetničkih, istorijskih i lokalnih činilaca. Primer: Luvr je umetnički muzej, za područje Evrope, koji nema dela savremenih slikara.

### Opšta podela
- Opšti muzeji sistematski prikazuju tačno određeno polje znanja (njih ima najviše).
- Specijalizovani muzeji imaju jednu tematsku celinu (po lokalitetu, materijalu, tehnici, predmetima, događajima). Primeri: muzej kozmetike (Švajcarska), muzej parfema (Austrija), muzej alpinizma (Šamoni), muzej pogrebne prakse (Frankfurt).

Rivijer je predložio tematsku podelu po hijerarhiji: 
1. muzeji umetnosti (likovna, primenjena, grafička, pozorište, muzika, ples, književnost, fotografija, film (naš je II u Evropi), arhitektura...)
2. muzeji nauke o čoveku (etnografija, etnologija, antropologija, istorija, arheologija, pedagogija, medicina, zabava koja nije umetnost – folklor, erotika...)
3. muzeji nauke o prirodi (botaničke bašte)
4. muzeji nauke i tehnike – Rivijer je bio naučnik pa ih je zato tako podelio, davao im je naučno-istraživački karakter. Ova podela nije sistematska, kasnije je dodata i 5. podela
5. Multidisciplinarni i interdisciplinarni muzeji – zavičajni muzeji, specijalizovani, agronomija, muzej vina – sa umetničkog aspekta)

Svi muzeji se prepliću oko umetnosti, istorije i nauke. Edvards i Dim kažu da čisti umetnički muzeji ne postoje, mogu biti samo umetnički centri. Umetnički i naučni centri su jedini koji se međusobno ne prepliću.
Odustalo se od ove tematske podele muzeja.
Po Rivijeru šta spada u muzeje: 
1. Arheološki i etnografski lokaliteti
2. Muzeji koji čuvaju ostatke ljudskog bića
3. Prirodnjački muzeji
4. Botaničke bašte
5. Planetarijum
6. Zoovrt
7. Klasični muzeji
8. Inst. koje sakupljaju fosile
9. Prirodni rezervati

### Razvrstavanje muzeja po statusu
Po nivou vlasti koja upravlja muzejom, prepliću se: 
1. država – narodni muzej
2. lokalna vlast – muzej Beograda, Muzej savremene umetnosti finansiraju Srbija i grad Beograd.
3. udruženja, korporacije(ali pod kontrolom vlasti, da bi ostali neprofitni) – Koka-kola ima svoj muzej

### Razvrstavanje muzeja po formi
Muzeji koji nisu smatrani muzejima nekad, a sada jesu. Klasična forma vezuje se za umetničke muzeje, a mnogi muzeji su nastali kao negacija klasične forme. 
1. Nacionalni parkovi – muzeji na otvorenom, Jeloustoun – muzej divlje prirode
2. eko-muzeji – spoj prirode i čoveka na širokoj teritoriji. Mogu biti tematski i multidisciplinarni - najveći je Kalina u Kanadi (20000km²)
3. arheološki lokaliteti – postaju muzeji kad objedine arheološke ostatke, rekonstruisana naselja, odbrambene strukture i spomenike. Tek kad dobiju zvanje muzeja pokazuju se publici, najveći je Marcaboto u Italiji (14 etrurskih naselja), a kod nas Lepenski Vir i Gamzigrad.

### Zatvorena i otvorena koncepcija muzeja
Muzej može imati zatvorenu i otvorenu koncepciju:
1. Zatvorena - muzeji su mesta u kojima su izložene slike, skulpture i drugi vredni predmeti. Svodi muzej na zbirku, ništa drugo nije važno.
2. Otvorena - (Rivijer) glavni predmet ostaje prikupljanje, čuvanje, ali i prikazivanje publici - odnos muzeja prema javnosti.

### Geografsko razvrstavanje muzeja
1. univerzalni – dela iz celog sveta u znatnoj količini (Luvr, Prado, Metropoliten i Britanski);
2. međunarodni – dobra strana zbirka (Narodni muzej) – moraju da pruže pregled po epohama;
3. nacionalni – treba da bude vezan za jednu kulturu, ne treba da je vezan za jednu zemlju;
4. regionalni – rastegljiv pojam – primer: Muzej slovenske umetnosti u Pragu;
5. lokalni – mešovitog tipa, zavičajni muzej, Versaj je muzej kuća,;
6. muzeji-kuće – spomen muzeji, primer – dom Paje Jovanovića u Vršcu – kod nas jedini muzej kuća, a Beogradu ima stan, ali tu su mu stvari samo.

## Funkcija čuvanja
Funkcija čuvanja je:
- skup aktivnosti u cilju brige o muzejskim zbirkama (upravljanje muzejom)
- povećanje zbirki (nabavka)
- održavanje zbirki
- izlaganje zbirki

Čuvaju se artefakti u depou i oni koji su izloženi. Artefakte treba čuvati što moguće više u prvobitnom stanju. Čuvanje od bolesti(preventivna zaštita), lečenje od bolesti (konzervacija i restauracija). Osnovni problem svih artefakata jeste što su izdvojeni iz svog prvobitnog staništa i prebačeni u veštačku sredinu (muzej). Faktor rizika – mnogo više stvari može da ugrozi artefakt nego arhivski materijal i mnogo više su izloženiji. Čuvanje je skup metoda i postupaka koji je usmeren ne samo na artefakte nego na celo njihovo okruženje. Ugrožavaju ih prirodni uslovi i ljudski faktor. Svaki artefakt zahteva posebno čuvanje, zavisi od materijala. 
Prete im sledeći rizici:
- Osvetljenje (prirodno i veštačko). UV zračenje šteti hartiji (kolaži i crteži); svetlost podiže temperaturu, izaziva foto-hemijske efekte koji iznutra razgrađuju boje. Najbolji način je sprečiti direktno osvetljenje. Dominira krovno osvetljenje – stakleni krovovi zbog toga što nema direktnog osvetljenja, štetni efekat je najmanji.
- Atmosferski uslovi: toplota, vlaga i zagađenje. Od atmosferskih rizika, najviše strada depo. Svaki muzej mora da ima aparate za merenje vlage i temperature.
- Biološki faktori
- Ljudski faktor

### Restauracija
Restauracija se uglavnom ne obavlja u muzeju. U samom muzeju mogu se restaurirati samo arheološki i etnološki artefakti. Umetnička dela se restauriraju u specijalizovanim laboratorijama. 
Slike – najteži i najsloženiji posao - uglavnom to rade laboratorije. Proces restauracije je dugotrajan i skup. Moraju se dobro proučiti artefakti da bi se vršila restauracija (na fakultetima ima poseban predmet – paleografi. Proučavaju predmete kao što su spektrometrija, istorijat slike, rendgenska izučavanja). Delo treba rastaurirati da bude isto kao što je bilo u vremenu kojem je nastalo – najteži stepen, ili na stepen kako je izgledao kada je stigao u muzej. Rekonstrukcija Siktinske kapele trajala je 17 godina. U proces restauracije uključeni su kustosi, zbog istorijskih podataka. Restauracija bi trebalo da se radi jednom za vek slike jer se smanjuje otpornost. Etički problem je do kog stadijuma restaurirati? Onog u kakvom je predmet pronađen ili onog kakav je bio kada je napravljen? Oko ovog pitanja se muzeolozi i kustosi stalno sukobe. Rešenje – ne ići do potpunog čišćenja, ali vratiti boju. Rubens – „Noćna straža“ – Holanđani su zracima otkrili da slika ne predstavlja noć već da je samo potamnela. Restauraciju treba odlagati što boljom konzervacijom, jer restauracija smanjuje otpornost predmeta.

## Kulturne aktivnosti u muzeju
Kulturna animacija razlikuje se od obrazovne službe i namenjena je odraslima. Precizno je određena i fakultativna je. Lepo je i dobro osmišljena da bi prenela saznanja, ali kroz postupak prenošenja od čoveka do čoveka, a da se ne teži iscrpnosti.
- Predavanja – o onome što se dotiče tematike koju muzej razvija u izložbama i istraživanjima. Često se organizuju u godišnjim ili višegodišnjim ciklusima, pa se tako stvara verna publika. Da bi se povećao medijski uticaj privremene izložbe, muzeji organizuju predavanja o njoj ili o njoj bliskim temama.
- Kolokvijumi – za stručnu publiku, ali zbog toga nisu manje uspešno sredstvo za pokazivanje vitalnosti muzeja. Teme su zbirke, muzeologija, uticaj muzeja na lokalni kulturni život.
- Susreti – sa umetnicima, istraživačima i drugim ličnostima; prilika su za publiku da otkrije zbirke i muzejske teme u nekom novom svetlu.
- Radionice – po modelu pedagoških animacija za decu, organizuju se radionice za odrasle, o praktičnim otkrićima u oblastima umetnosti, nauke, prirode, arheologije.
- Izlazak muzeja izvan zidova – šetnja gradom, manifestacije, festivali...
- Ulazak neobičnih aktivnosti u muzej – Noć muzeja
- Koncerti – klasične i savremene muzike.

## Muzealizacija
Muzealizacija je proces u kome se predmeti i uz njih vezane osobine i ideje prenose iz primarnog (životnog ili živućeg) ili arheološkog (stabilnog ili nestabilnog) konteksta u muzeološki kontekst.

## Literatura
- Muzeologija : istorija, razvoj i savremeni izazovi / Andre Gob . - Beograd : Clio : Народни музеј, 2009